# Kwaliteitsregister Geestelijk Verzorgers
De Stichting Kwaliteitsregister Geestelijke Verzorging (SKGV) waarborgt het professionele niveau van de beroepsgroep van geestelijk verzorgers in Nederland. De kwaliteit wordt geborgd door bekwaamheid, bevoegdheid en registratie.

## Bekwaamheid
Bekwaamheid krijgt een geestelijk verzorger door een studie op het terrein van theologie, humanistiek of religiewetenschappen op masterniveau en aan praktijkervaring, permanente bij- en nascholing en specialisatie.

## Bevoegdheid
Bevoegdheid krijgt de geestelijk verzorger door zending vanuit een maatschappelijk erkend levensbeschouwelijk genootschap of een machtiging door de Raad voor Institutioneel-Niet-Gezonden Geestelijk Verzorgers (RING-GV). De in Nederland erkende genootschappen zijn onder andere: 
- de Boeddhistische Zendende Instantie
- Contactorgaan Moslims en Overheid
- het Humanistisch Verbond
- het Nederlands-Israëlitisch Kerkgenootschap
- het Nederlands Verbond voor Progressief Jodendom
- De Oudkatholieke Kerk van Nederland
- de Protestantse Kerk Nederland
- de Rooms-Katholieke Kerk
- de Vereniging Kring Hindoe Geestelijken

## Registratie
Registratie toont aan dat een geestelijk verzorger een geaccrediteerde initiële opleiding heeft afgerond, bevoegd is, en door bij- en nascholing het vereiste niveau onderhoudt. In Nederland beheert sinds 2008 de Stichting Kwaliteitsregister Geestelijk Verzorgers (SKGV) het beroepsregister van geestelijk verzorgers en waarborgt het professionele niveau van de beroepsgroep.